# SC Rapperswil-Jona Lakers
SC Rapperswil-Jona Lakers (celým názvem: Schlittschuh Club Rapperswil-Jona Lakers) je švýcarský klub ledního hokeje, který sídlí v obci Rapperswil-Jona v kantonu St. Gallen. Založen byl v roce 1945 pod názvem SC Rapperswil. Svůj poslední název nese od roku 2015. Od sezóny 2018/19 působí v National League, švýcarské nejvyšší soutěži ledního hokeje. Klubové barvy jsou světle červená, bílá a modrá.
Své domácí zápasy odehrává v SGKB Areně s kapacitou 6 200 diváků.

## Historické názvy
Zdroj: 
- 1945 – SC Rapperswil (Schlittschuh Club Rapperswil)
- 1973 – SC Rapperswil-Jona (Schlittschuh Club Rapperswil-Jona)
- 2000 – SCRJ Sport AG (Schlittschuh Club Rapperswil-Jona Sport AG)
- 2005 – Rapperswil-Jona Lakers
- 2015 – SC Rapperswil-Jona Lakers (Schlittschuh Club Rapperswil-Jona Lakers)

## Přehled ligové účasti
Zdroj: 
- 1950–1951: 2. Liga (4. ligová úroveň ve Švýcarsku)
- 1962–1965: 1. Liga (3. ligová úroveň ve Švýcarsku)
- 1965–1967: National League B Ost (2. ligová úroveň ve Švýcarsku)
- 1976–1977: 1. Liga (3. ligová úroveň ve Švýcarsku)
- 1977–1984: National League B Ost (2. ligová úroveň ve Švýcarsku)
- 1984–1994: National League B (2. ligová úroveň ve Švýcarsku)
- 1994–2015: National League (1. ligová úroveň ve Švýcarsku)
- 2015–2017: National League B (2. ligová úroveň ve Švýcarsku)
- 2017–2018: Swiss League (2. ligová úroveň ve Švýcarsku)
- 2018– : National League (1. ligová úroveň ve Švýcarsku)

## Jednotlivé sezóny
| Švýcarsko (1994 – ) |                  |                                               |                                                                 |
| Sezona              | Umístění v ZČ    | Play-off                                      | Češi                                                            |
| 1994/1995           | 9. místo         | Ne                                            |                                                                 |
| 1995/1996           | Bronzová medaile | Čtvrtfinále Prohra s HC Ambrì-Piotta 1 : 3    |                                                                 |
| 1996/1997           | 8. místo         | Čtvrtfinále Prohra s EV Zug 0 : 3             |                                                                 |
| 1997/1998           | 7. místo         | Čtvrtfinále Prohra s EV Zug 3 : 4             |                                                                 |
| 1998/1999           | 8. místo         | Čtvrtfinále Prohra s HC Ambrì-Piotta 1 : 4    |                                                                 |
| 1999/2000           | 9. místo         | Ne                                            |                                                                 |
| 2000/2001           | 7. místo         | Čtvrtfinále Prohra s ZSC Lions 0 : 4          |                                                                 |
| 2001/2002           | 11. místo        | Ne                                            |                                                                 |
| 2002/2003           | 8. místo         | Čtvrtfinále Prohra s ZSC Lions 3 : 4          |                                                                 |
| 2003/2004           | 10. místo        | Ne                                            |                                                                 |
| 2004/2005           | 7. místo         | Čtvrtfinále Prohra s HC Davos 0 : 4           |                                                                 |
| 2005/2006           | 4. místo         | Semifinále Prohra s HC Davos 1 : 4            | Roman Kaděra                                                    |
| 2006/2007           | 6. místo         | Čtvrtfinále Prohra s EV Zug 3 : 4             |                                                                 |
| 2007/2008           | 7. místo         | Čtvrtfinále Prohra s HC Servette Ženeva 1 : 4 |                                                                 |
| 2008/2009           | 10. místo        | Ne                                            |                                                                 |
| 2009/2010           | 10. místo        | Ne                                            |                                                                 |
| 2010/2011           | 11. místo        | Ne                                            |                                                                 |
| 2011/2012           | 12. místo        | Ne                                            | Pavel Brendl                                                    |
| 2012/2013           | 11. místo        | Ne                                            |                                                                 |
| 2013/2014           | 12. místo        | Ne                                            |                                                                 |
| 2014/2015           | 12. místo        | Ne                                            |                                                                 |
| 2015/2016           | 2. ligová úroveň | 2. ligová úroveň                              |                                                                 |
| 2016/2017           | 2. ligová úroveň | 2. ligová úroveň                              |                                                                 |
| 2017/2018           | 2. ligová úroveň | 2. ligová úroveň                              |                                                                 |
| 2018/2019           | 12. místo        | Ne                                            | Radek Smoleňák                                                  |
| 2019/2020           | 12. místo        | play-off zrušeno kvůli pandemii covidu-19     | Roman Červenka, František Řehák                                 |
| 2020/2021           | 10. místo        | Čtvrtfinále Prohra s HC Lugano 1 : 4          | Roman Červenka, Vladimír Sobotka, František Řehák, Lukáš Lhoták |
| 2021/2022           | 4. místo         | Čtvrtfinále Prohra s HC Davos 3 : 4           | Roman Červenka, Petr Čajka                                      |
| 2022/2023           | Bronzová medaile | Čtvrtfinále Prohra s EV Zug 2 : 4             | Roman Červenka, Petr Čajka                                      |
| 2023/2024           | 12. místo        | Ne                                            | Roman Červenka, Petr Čajka, Martin Frk                          |
| 2024/2025           |                  |                                               | nikdo                                                           |